# Lost in the Flood
Lost in the Flood es el vigésimo segundo episodio de la cuarta temporada y nonagésimo primer episodio a lo largo de la serie de televisión estadounidense de drama y ciencia ficción Arrow. El episodio fue escrito por Brian Ford Sullivan y Oscar Balderrama y dirigido por Glen Winter. Fue estrenado el 18 de mayo de 2016 en Estados Unidos por la cadena The CW.
Mientras Felicity, Curtis y Noah unen esfuerzos para detener a Darhk, Oliver y Diggle se encuentran en una carrera contrarreloj para salvar a Thea. Finalmente, Donna y Noah tienen una conversación cara a cara.

## Elenco
- Stephen Amell como Oliver Queen/Flecha Verde.
- Katie Cassidy como Laurel Lance  (crédito solamente).
- David Ramsey como John Diggle/Spartan.
- Willa Holland como Thea Queen/Speedy.
- Emily Bett Rickards como Felicity Smoak/Overwatch.
- John Barrowman como Malcolm Merlyn/Arquero Oscuro.
- Paul Blackthorne como el capitán Quentin Lance.

## Continuidad
- Cooper Seldon fue visto anteriormente en The Secret Origin of Felicity Smoak.
- Curtis Holt fue visto anteriormente en Beacon of Hope.
- Malcolm obliga a Thea a tomar las píldoras amarillas.
- Oliver descubre que hay personas que creen en la ideología de Darhk.
- Thea es capaz de combatir el control mental de las píldoras.
- Tevat Noah es destruida.
- Ruvé Adams muere en este episodio.
- Damien Darhk decide destruir el mundo con un ataque nuclear.

## Desarrollo

### Producción
La producción de este episodio se llevó a cabo del 18 al 29 de marzo de 2016.

### Filmación
El episodio fue filmado del 30 de marzo al 8 de abril de 2016.